# Медетбеков, Раимкан
Раимкан Медетбеков — советский хозяйственный, государственный и политический деятель.

## Биография
Родился в 1917 году в ауле Балбал. Член ВКП(б) с 1940 года.
С 1931 года — на хозяйственной, общественной и политической работе. В 1931—1988 гг. — пастух в колхозе «8 марта», тракторист Таласской МТС, бухгалтер в колхозе, первый секретарь Таласского райкома ВЛКСМ, инструктор Таласского райкома ВКП(б), заместитель заведующего организационно-инструкторского отдела Фрунзенского обкома КП(б) Киргизии, первый секретарь Кызыл-Аскерского и Ивановского райкомов партии, секретарь Фрунзенского обкома КП(б) Киргизии, председатель Таласского облисполкома, председатель Ошского облисполкома, руководитель отдела торговли и финансов ЦК КП Киргизской ССР, председатель Союза потребителей Киргизской ССР, заведующий магазином.
Избирался депутатом Верховного Совета СССР 4-го созыва.